# Vodní palivový článek Stanleye Meyera
Vodní palivový článek je technický návrh revoluční technologie, která umožňuje rozklad vody s vysokou efektivitou pomocí elektrické energie a vysokých frekvencí specifické hodnoty.
K rozkladu vody na základní prvky vodík a kyslík stačí dle autora méně energie, než se po rozkladu získá jejich spálením. Právě v této pozitivní energetické bilanci spočívá jeho odlišnost od známých technologií rozkladu. Návrh byl vytvořený Američanem Stanleym Allenem Meyerem (24. srpna 1940 –⁠ 20. března 1998). Meyer prohlašoval, že automobil vybavený zařízením může použít vodu jako palivo místo benzínu. Meyerovo tvrzení o jeho "vodním palivovém článku" a autě, které pohánělo, bylo shledáno soudem v Ohiu v roce 1996 podvodným.

## Popis
Vodní palivový článek údajně štěpí vodu na jednotlivé složky, vodík a kyslík. Vodíkový se poté spálí, aby se vytvořila energie, proces, který rekonstituoval (znovuvytvořil) molekuly vody. Podle Meyera zařízení vyžadovalo méně energie k provedení elektrolýzy, než minimální požadavek na energii předpovídaný nebo měřený konvenční vědou. Mechanismus účinku měl zahrnovat „Brownův plyn“, směs vodíku s kyslíkem v poměru 2:1, stejné složení jako běžná voda; který by se potom smíchal s okolním vzduchem (dusík, kyslík, oxid uhličitý, oxid uhelnatý, metan, chlorfluoruhlovodíky, volné radikály / elektrony, záření, atd.). Pokud by zařízení fungovalo podle specifikace, porušilo by to jak první, tak druhý zákon termodynamiky,  což by umožňovalo provoz jako perpetuum mobile.

## Termín „palivový článek“

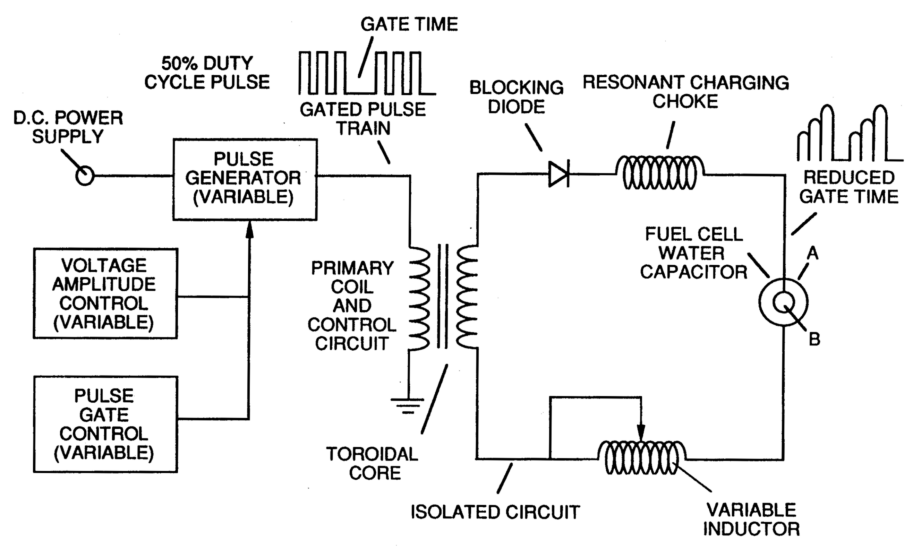
Obvod

Skrz jeho patenty Meyer používal termíny "palivový článek" nebo "vodní palivový článek" k označení části svého zařízení, ve které elektřina štěpí vodu na vodík a kyslík. Meyerovo použití termínu v tomto smyslu je v rozporu s jeho obvyklým významem ve vědě a inženýrství, ve kterém se takové buňky běžně nazývají „elektrolytické buňky“. Kromě toho je termín „palivový článek“ obvykle vyhrazen pro články, které vyrábějí elektřinu chemickou redoxní reakcí, zatímco Meyerův palivový článek spotřebovával elektřinu, jak je uvedeno v jeho patentech a v obvodu zobrazeném napravo. Meyer popisuje v patentu z roku 1990 použití „sestavy vodních palivových článků“ a zobrazuje některé obrázky svého „kondenzátoru vodních palivových článků“. Podle patentu v tomto případě „...   termín „palivový článek“ vztahuje na jednu jednotku podle vynálezu, která obsahuje vodní kondenzátorový článek ... která produkuje topný plyn v souladu se způsobem vynálezu.“

## Mediální pokrytí

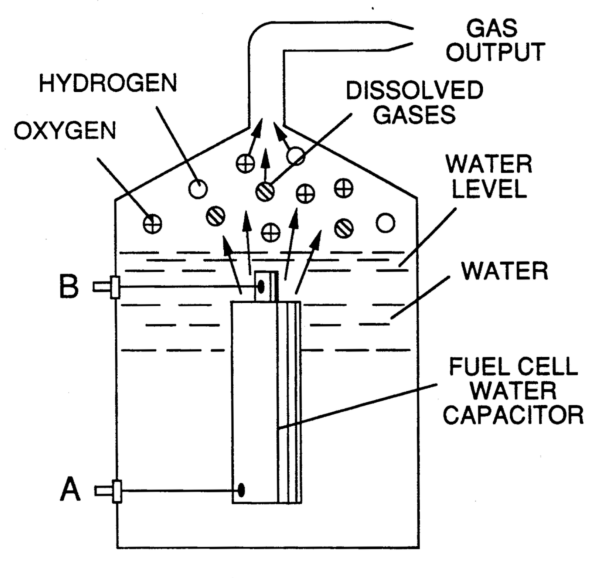
Vodní palivový článek

Ve zprávě o televizní stanici v Ohiu ukázal Meyer plážovou buginu, o které tvrdil, že je poháněna jeho vodním palivovým článkem. Uvedl, že pouze 22 US galonů (83 litrů) vody bylo nutné k cestě z Los Angeles do New Yorku. Dále Meyer tvrdil, že vyměnil zapalovací svíčky za „vstřikovače“, které zavedly do válců motoru směs vodíku a kyslíku. Voda byla vystavena elektrické rezonanci, která ji rozložila na základní atomové složky. Vodní palivový článek by rozdělil vodu na vodík a plynný kyslík, který by pak byl spalován zpět na vodní páru v konvenčním spalovacím motoru za účelem výroby energie. 
Philip Ball, píšící v akademickém časopise Nature, charakterizoval Meyerova tvrzení jako pseudovědu, přičemž poznamenal, že „není snadné zjistit, jak má Meyerovo auto fungovat, kromě toho, že se jednalo o palivový článek, který byl schopen rozdělit vodu pomocí méně energie, než bylo uvolněno rekombinací prvků. Křižáci proti pseudovědě mohou chřestit a vztekat, jak se jim líbí, ale nakonec by také měli akceptovat, že mýtus o vodě jako palivo nikdy nezmizí.“ 
Dosud nebyly ve vědecké literatuře publikovány žádné recenzované studie Meyerových zařízení. Článek v časopise Nature popisuje Meyerova tvrzení jako další mýtus o „vodě jako palivu“. 

## Soudní proces
V roce 1996 byl Meyer žalován dvěma investory, kterým prodal obchodní zastoupení, a nabídl právo obchodovat s technologií Vodních palivových článků. Jeho auto mělo být vyšetřeno odborným svědkem Michaelem Laughtonem, profesorem elektrotechniky na Univerzitě královny Marie v Londýně a členem Královské akademie inženýrství. Meyer však udělal to, co profesor Laughton ve dnech zkoušek považoval za „chromou omluvu“, a nedovolil pokračování testu. Jeho „vodní palivový článek“ byl později vyšetřen třemi znalci u soudu, kteří zjistili, že „na buňce vůbec nebylo nic revolučního a že se jednalo pouze o konvenční elektrolýzu“. Soud zjistil, že se Meyer dopustil „hrubého a závažného podvodu“ a nařídil mu splatit dvěma investorům jejich 25 000 dolarů. 

## Meyerova smrt
Stanley Meyer zemřel náhle 20. března 1998 při jídle v restauraci. Jeho bratr tvrdil, že během setkání se dvěma belgickými investory v restauraci Meyer najednou vyběhl ven a řekl: „Otrávili mě“. Po vyšetřování policie Grove City přišla s koronerskou zprávou okresu Franklin County, podle které Meyer, který měl vysoký krevní tlak, zemřel na mozkovou aneuryzmu. Někteří z Meyerových příznivců věří, že byl zavražděn, aby byly potlačeny jeho vynálezy.

## Následky
Meyerovy patenty vypršely. Jeho vynálezy jsou nyní ve veřejné sféře a jsou dostupné pro všechny bez omezení nebo za placení licenčních poplatků. Meyerovu práci nevyužil žádný výrobce motorů ani vozidel.